# Рижская ратуша
Ратуша в Риге — здание, служившее резиденцией органа рижского городского самоуправления (Рижского рата). В первые дни военного вторжения нацистской Германии в Советский Союз была разрушена в ходе первого арт-обстрела города с территории левобережья Даугавы 29 июня 1941 года (см. Оборона Риги). В 2001 году начались работы по восстановлению здания рижской Ратуши для того, чтобы разместить в ней современный орган муниципальной власти (Рижскую думу).

## История первого здания
По летописным и археологическим свидетельствам первое здание Ратуши располагалось на перекрёстке улиц Тиргоню (Торговой) и Шкюню (Сарайной). Право горожан иметь орган городского самоуправления было завоёвано силой после 1225 года, когда произошло восстание недовольных властью епископа Альберта фон Буксгевдена. В следующем, 1226 году Рига, отвоевав для себя права города, получила возможность осуществлять самостоятельную политику и независимый суд, что повлекло за собой создание городского совета (рата) и строительство резиденции для него. Здание первой в истории города Ратуши располагалось у так называемых Больших ворот, которые обрамляли центральный въезд в город.

## Возникновение нового здания
Та же Ратуша, которая была отстроена взамен первой на рижской рыночной площади, была впервые упомянута в городских источниках в 1334 году. Первая Ратуша, видимо, погибла в ходе военной кампании, развязанной орденскими войсками, потерявшими Ригу в 1297 году в результате народного восстания. В 1330 году им удалось отвоевать город, заручившись поддержкой католической верхушки, а также самого понтифика Иоанна XXII, которому была уплачена круглая сумма в 11 500 золотых гульденов для того, чтобы он признал ряд феодальных прав Ливонского ордена в покорённой Ливонии. В частности, за указанную выше сумму взятки им был принят закон о том, что рижское архиепископство было обязано принимать в ряды священнослужителей исключительно членов Ливонского ордена; правда, надо отдать должное корыстолюбивому понтифику — вскоре одиозный закон был предусмотрительно отменён.

## Внешний вид до перестройки
Панорамы средневекового города свидетельствуют, что вторая ратуша представляла собой небольшое готическое здание с высокой двускатной крышей. Первый этаж резиденции городского совета предприимчивые ратманы сдавали под торговые помещения, а всего в новой ратуше помещений было шесть. Вдоль центрального фасада проходила узкая галерея с балконом, куда посетителей вела открытая лестница. Каждый год в канун общенародного праздника — дня Святого Михаила, когда проходили широкомасштабные народные гуляния по случаю собранного урожая, глашатай с балкона ратуши при стечении народных масс торжественно зачитывал всевозможные постановления и указы городского совета, в том числе и новшества в области налоговых сборов, монополий на производство того или иного товара (например, пива), правила о роскоши, которые были направлены на упрочение иерархических межсословных различий. Эти публичные выступления глашатаев получили традиционное название бюргерских речей (на средне-нижненемецком языке bursprake). После 1575 года было решено в конце каждого часа приглашать на заветный балкон городского музыканта, в обязанности которого входило «озвучивание» наступления следующего часа особой мелодией.

## Изменение облика здания
В XVI веке произошла первая капитальная перестройка рижской ратуши. В первую очередь перестройка предполагала расширение пространства и появление новых административных учреждений. Так, был достроен новый корпус для нужд недавно образованной Городской канцелярии, что увеличило габариты здания. На втором этаже нового канцелярского корпуса располагалось три помещения. Пристраивание нового корпуса пришлось на период с 1576 по 1598 год. Далее, в 1598 году была построена восьмигранная башня с внутренней галереей. Что касается внешнего облика Ратуши, то он был органично переосмыслен в формах маньеризма: декоративные элементы отделки в этом стиле (волюты и обелиски) появились на щипцах фронтона здания.

## Строительство третьего здания
Это здание существенно пострадало в период осады и бомбардировки города петровскими войсками с ноября 1709 года по июль 1710 года, в результате чего корпуса ратуши были повреждены. Было решено приступить к сносу повреждённого здания значительно позже, в 1750 году. Тогда же рижские и российские инженеры приступили к проектировке и строительству нового здания Ратуши, которое продолжалось пятнадцать лет (1750—1765 годы) по мере поступления финансовых средств из правительства. Новое здание было выполнено в формах раннего классицизма, её обрамлял колонный портик тосканского ордена, башня приобрела барочные формы. Обязанности по строительству новой резиденции Рижского магистрата полностью взял на себя строительный мастер из Санкт-Петербурга Иоганн Даниэль Эттингер.
В 1791 году была сооружена мансардная крыша.

## Перестройка под руководством Фельско
В 1848 году началась новая перестройка рижской ратуши, которая велась под управлением молодого остзейского архитектора Иоганна Даниэля Фельско. Этот мастер является автором множества значимых проектов в Риге (Англиканская церковь у набережной Даугавы, церковь Святой Троицы на Красной Двине, церковь Старой Гертруды на улице Базницас (Церковной), дом Малой гильдии (гильдии ремесленников) в Старом городе и т. д.). Фельско, два года работавший над усовершенствованием ратуши (до 1850 года), надстроил третий этаж. Сам силуэт здания подвергся некоторому упрощению, что стало скорее достоинством проекта реконструкции, созданным архитектором Фельско.

## Дальнейшая история
В 1877 году после вступления в силу нового Городового положения, что повлекло за собой реформу Городского самоуправления, Рижский рат был упразднён и, казалось, здание Ратуши было обречено на запустение. Однако было решено разместить в нём главную городскую библиотеку. Помимо библиотеки помещения бывшей резиденции городского совета занимал банк и городской сиротский суд. Эти учреждения занимали помещения Ратуши вплоть до начала Великой Отечественной войны в период первой независимой республики межвоенного периода. 29 июня 1941 года, когда подразделения нацистской армии приближались к столице Латвии, Ратушная площадь подверглась сокрушительному арт-обстрелу, который вёлся соединениями вермахта (лейтенант Герд фон Хомейер) с левого берега Западной Двины. Погибла башня церкви Святого Петра, пожар захватил главные здания, которые формировали ансамбль Ратушной площади. Историческому зданию ратуши также суждено было сгореть в огне. Руины рижской ратуши сохранялись до 1954 года, после чего по решению Рижского горисполкома были разобраны. На месте погибшей Ратуши с середины 50-х годов прошлого века началось строительство нового корпуса РПИ. До наших дней сохранились отдельные детали отделки Ратуши: в частности, скульптурные фрагменты фронтона в советское время содержались в музейной экспозиции церкви Святого Петра. Чудом сохранившаяся в оригинале скульптура богини правосудия Фемиды, которая украшала фронтон исторической Ратуши с 1757 года, была установлена на фасаде дополнительного корпуса РПИ.

## Современность
В период второй независимой Латвии «проблемный» корпус РПИ был снесён в связи с общим кризисом технического образования, наступившем по объективным историческим причинам после провозглашения независимости республики. В начале XXI века был создан проект реновации Ратуши, который был осуществлён к 2003 году. Теперь на месте исторического здания — копия, которая по-разному оценивается архитекторами и проектировщиками. Новое здание служит резиденцией Рижской думы.